# Květoslav Palov
Květoslav Palov (Brno, 6 december 1962) is een voormalig Tsjechisch wielrenner.

## Belangrijkste overwinningen
1985
- 4e etappe deel A Milk Race

1987
- Norwich Spring Classic
- 1e etappe Herald Sun Tour

## Belangrijkste ereplaatsen
1987
- 4e in eindklassement Milk Race

## Resultaten in voornaamste wedstrijden
| Jaar | Ronde van Italië | Ronde van Frankrijk | Ronde van Spanje |
| ---- | ---------------- | ------------------- | ---------------- |
| 1987 |                  | 103e                |                  |